# Wim Straesser
Willem Bernard Maria (Wim) Straesser (Amsterdam, 5 april 1944) was een Nederlands cellist.
Hij is de jongste zoon van accountant en amateurzanger Friedrich Wilhelm Maria Straesser (geboren in Keulen) en de Delftse Catarina Josephine Gronheid, wonende aan de Herman Gorterstraat 19; hij werd geboren in het Prinsengrachtziekenhuis. Vaders broer Hans Straesser was Berlijns pianist, die in Nederland optrad met Berthe Seroen. Wim is de jongere broer van Joep Straesser. Andere broer Peter Straesser, zelf begenadigd zanger, trouwde met mezzosopraan Margot Stroink. Onder de voorouders bevinden zich componist Ewald Straesser getrouwd met zangeres Maria Helena Mengelberg, zuster van dirigent Willem Mengelberg. Verder behoren tot de familie de zangeressen Pien Straesser en Martine Straesser. Nichtje Josefine Straesser (via broer bouwkundig ingenieur Frits) is zangeres, pianiste en dirigente.   
Hij was koorknaap in de Obrechtkerk in Amsterdam-Zuid; hij had aldus hijzelf een prachtige sopraanstem. Bij het breken van zijn stem, heeft hij nog als bas gezonger, maar toen was hij al met de cello bezig, volgens Wim het muziekinstrument dat het meest de menselijke stem benadert.
Hij kreeg zijn opleiding aan het Conservatorium van Amsterdam onder docenten Carel van Leeuwen Boomkamp en Anner Bijlsma. Al tijdens zijn opleiding werd hij cellist van het Concertgebouworkest; hij werd er tweede solocellist. Hij zat 42 jaar in het orkest toen hij in 2009 met pensioen ging. Wim Straesser nam zitting in tal van kamermuziekensembles samengesteld uit leden van dat orkest en speelde in die hoedanigheid ook wel werken van zijn broer Joep Straesser.